# Yann Le Gall
Pour les articles homonymes, voir Le Gall.
Yann Le Gall (aussi appelé Yann Le Gal et Yann Legal) est un scénariste de bande dessinée français.

## Œuvre
- Au bord de l'eau, Delcourt, collection Ex-Libris

2. Volume 2, scénario de Jean-David Morvan et Yann Le Gal, dessins de Peng Wang, 2010  (ISBN 978-2-7560-0974-2)
- Le Dieu Singe, Delcourt, collection Ex-Libris

2. Volume 2, scénario de Jean-David Morvan et Yann Le Gal, dessins de Jian Yi, 2009  (ISBN 978-2-7560-0955-1)
3. Volume 3, scénario de Jean-David Morvan et Yann Le Gal, dessins de Jian Yi, 2011  (ISBN 978-2-7560-0956-8)
- La Mémoire d'Abraham, d'après le roman éponyme de Marek Halter, Casterman, collection Univers D'auteurs

2 Arsinoé est morte, scénario de Jean-David Morvan, Yann Le Gal et Frédérique Voulyzé, dessins de Steven Dupré et Xavier Besse, 2011  (ISBN 978-2-203-02654-4)
- Vies tranchées - Les Soldats fous de la Grande guerre, scénario de Jab Jab Whamo, Florent Humbert, Yann Le Gal, Florent Sacré, Hubert Bieser, José Luis Munuera, Manuele Fior, Guillaume Trouillard, Cyrille Pomès, Jean-David Morvan, Stanislas Gros et Daniel Casanave, dessins de Manuele Fior, Daniel Casanave, Marion Mousse, José-Luis Munuera, Steven Lejeune, Jab Jab Whamo, Maxime Péroz, Stanislas Gros, Guillaume Trouillard, Cyrille Pomès, Benoît Blary, Florent Humbert et Laurent Bourlaud, Delcourt, collection Histoire & Histoires, 2010  (ISBN 978-2-7560-1781-5)
- ' L'abîme

## Filmographie
- 2023 : Nouveaux Meurtres à Saint-Malo (téléfilm) co-scénariste avec Lionel Bailliu